# Minagrion caldense
Minagrion caldense là một loài chuồn chuồn kim trong họ Coenagrionidae.
Minagrion caldense được miêu tả khoa học năm 1965 bởi Santos.